# Stanton (Nebraska)
Stanton – miasto w Stanach Zjednoczonych, w stanie Nebraska, siedziba administracyjna hrabstwa Stanton.